# جان كارلوس فارغاس
جان كارلوس فارغاس (بالإسبانية: Jan Carlos Vargas) (13 مارس 1995 ببنما في بنما - ) هو لاعب كرة قدم بنمي في مركز الدفاع. لعب مع ديبورتيفو تاشيرا.

## وصلات خارجية
- جان كارلوس فارغاس على موقع إي إس بي إن إف سي (الإنجليزية)
- جان كارلوس فارغاس على موقع قاعدة بيانات كرة القدم.إي يو (الإنجليزية)
- جان كارلوس فارغاس على موقع ناشيونال فوتبول تيمز (الإنجليزية)
- جان كارلوس فارغاس على موقع Soccerbase.com (لاعب) (الإنجليزية)
- جان كارلوس فارغاس على موقع Soccerway.com (الإنجليزية)
- جان كارلوس فارغاس على موقع عالم كرة القدم.نت (الإنجليزية)